# Persone di nome Clara
| Questa pagina contiene informazioni ricavate automaticamente dalle voci biografiche con l'ausilio del template Bio e di un bot. L'aggiornamento è periodico e automatico e ricostruisce completamente la pagina. Se manca una persona in questa lista, sei pregato di non aggiungerla, ma accertati piuttosto che la sua voce biografica contenga il template Bio e che i dati anagrafici siano correttamente compilati. Se il template Bio manca, inseriscilo tu stesso o, in alternativa, metti l'avviso {{tmp\|Bio}} che ne segnala la mancanza. Se i dati riportati sono sbagliati, correggi direttamente la voce biografica; le modifiche saranno visibili in questa lista entro pochi giorni. Per chiarimenti vedi il progetto antroponimi. La lista contiene solo le 111 persone che sono citate nell'enciclopedia e per le quali è stato implementato correttamente il template Bio. Pagina aggiornata al 6 ago 2025. |

Questa è una lista di persone presenti nell'enciclopedia che hanno il nome Clara, suddivise per attività principale.

## Antropologhe(1)
- Clara Gallini, antropologa e etnologa italiana (Crema, n. 1931 - Roma, † 2017)

## Arbitri di rugby a 15(1)
- Clara Munarini, arbitro di rugby a 15 italiana (Parma, n. 1989)

## Artiste(1)
- Clare Leighton, artista statunitense (n. 1898 - † 1989)

## Attiviste(1)
- Clara Marchetto, attivista italiana (Pieve Tesino, n. 1911 - Parigi, † 1982)

## Attrici(25)
- Clara Alvarado, attrice spagnola (Navalmoral de la Mata, n. 1990)
- Clara Auteri, attrice italiana (Caltagirone, n. 1918 - Milano, † 2018)
- Clara Bindi, attrice italiana (Napoli, n. 1927 - Roma, † 2022)
- Clara Blandick, attrice statunitense (Hong Kong, n. 1876 - Hollywood, † 1962)
- Clara Bow, attrice statunitense (New York, n. 1905 - Los Angeles, † 1965)
- Clara T. Bracy, attrice britannica (Londra, n. 1848 - Los Angeles, † 1941)
- Clara Bryant, attrice statunitense (Los Angeles, n. 1985)
- Clara Calamai, attrice italiana (Prato, n. 1909 - Rimini, † 1998)
- Clara Pontoppidan, attrice danese (Copenaghen, n. 1883 - Copenaghen, † 1975)
- Clara Colosimo, attrice italiana (Conegliano, n. 1922 - Roma, † 1994)
- Clara Droetto, attrice e doppiatrice italiana (Torino, n. 1946)
- Clara Garrido, attrice, fotografa e modella spagnola (Madrid, n. 1993)
- Clara Gessaga, attrice italiana (Roma, n. 1921 - Torino, † 2001)
- Clara Horton, attrice statunitense (Brooklyn, n. 1904 - Encino, † 1976)
- Clara Galle, attrice e modella spagnola (Pamplona, n. 2002)
- Clara Khoury, attrice palestinese (Haifa, n. 1976)
- Clara Kimball Young, attrice e produttrice cinematografica statunitense (Chicago, n. 1890 - Woodland Hills, † 1960)
- Clara Lago, attrice spagnola (Torrelodones, n. 1990)
- Clara Padoa, attrice italiana (Milano, n. 1910 - Milano, † 1974)
- Clara Ponsot, attrice francese (Parigi, n. 1989)
- Clara Rosager, attrice e modella danese (Copenaghen, n. 1996)
- Clara Rugaard, attrice danese (Copenaghen, n. 1997)
- Clara Segura, attrice spagnola (Sant Just Desvern, n. 1974)
- Ann Sheridan, attrice statunitense (Denton, n. 1915 - Los Angeles, † 1967)
- Clara Williams, attrice statunitense (Seattle, n. 1888 - Los Angeles, † 1928)

## Attrici pornografiche(1)
- Clara Morgane, ex attrice pornografica, cantante e personaggio televisivo francese (Marsiglia, n. 1981)

## Avvocate(5)
- Clara Brett Martin, avvocata canadese (Toronto, n. 1874 - Toronto, † 1923)
- Clara Burrill Bruce, avvocata, giornalista e scrittrice statunitense (Washington, n. 1879 - New York, † 1947)
- Clara Campoamor, avvocata e politica spagnola (Madrid, n. 1888 - Losanna, † 1972)
- Clara Rojas, avvocata e politica colombiana (Bogotà, n. 1964)
- Clara Shortridge Foltz, avvocata e attivista statunitense (Lafayette, n. 1849 - Los Angeles, † 1934)

## Calciatrici(1)
- Clara Matéo, calciatrice francese (Nantes, n. 1997)

## Cantanti(9)
- Clara, cantante danese (Aarhus, n. 2000)
- Clara Jacobo, cantante italiana (Roccamonfina, n. 1898 - Napoli, † 1966)
- Clara Jaione, cantante italiana (Roma, n. 1927 - Roma, † 2011)
- Clara Murtas, cantante e attrice italiana (Cagliari, n. 1950)
- Clara Nunes, cantante brasiliana (Caetanópolis, n. 1942 - Rio de Janeiro, † 1983)
- Patti Page, cantante statunitense (Claremore, n. 1927 - Encinitas, † 2013)
- Clara Serina, cantante e compositrice brasiliana (Itapetininga, n. 1949)
- Clara Sofie, cantante danese (Gentofte, n. 1981)
- Clara Vincenzi, cantante italiana (Mantova, n. 1934)

## Cantautrici(4)
- Clara Luciani, cantautrice francese (Martigues, n. 1992)
- Clara Moroni, cantautrice, compositrice e produttrice discografica italiana (Milano, n. 1964)
- Clara, cantautrice, attrice e modella italiana (Varese, n. 1999)
- Clara van Wel, cantautrice neozelandese (Londra, n. 1997)

## Cestiste(2)
- Clara Jiménez, ex cestista spagnola (Siviglia, n. 1965)
- Clara Orfanelli, ex cestista italiana

## Chimiche(2)
- Clara Immerwahr, chimica tedesca (Polkendorff Farm, n. 1870 - Berlino, † 1915)
- Clara Lollini, chimica italiana (Roma, n. 1888 - Roma, † 1987)

## Cicliste su strada(2)
- Clara Hughes, ex ciclista su strada, pistard e ex pattinatrice di velocità su ghiaccio canadese (Winnipeg, n. 1972)
- Clara Koppenburg, ciclista su strada tedesca (Lörrach, n. 1995)

## Ciclocrossiste(1)
- Clara Honsinger, ciclocrossista e ex ciclista su strada statunitense (Ashland, n. 1997)

## Contralti(1)
- Clara Butt, contralto britannico (Southwick, n. 1872 - North Stoke, † 1936)

## Designer(1)
- Clara Driscoll, designer statunitense (Tallmadge, n. 1861 - † 1944)

## Filantrope(1)
- Clara Archivolti Cavalieri, filantropa italiana (Livorno, n. 1852 - Roma, † 1945)

## Ginnaste(2)
- Clara Bimbocci, ginnasta italiana (Lucca, n. 1919 - Como, † 2006)
- Clara Schroth-Lomady, ginnasta statunitense (Filadelfia, n. 1920 - Carlisle, † 2014)

## Giornaliste(1)
- Clara Thalmann, giornalista e anarchica svizzera (Basilea, n. 1908 - Nizza, † 1987)

## Greciste(1)
- Clara Kraus Reggiani, grecista italiana (Fiume, n. 1919 - Roma, † 2015)

## Imprenditrici(1)
- Clara Gaymard, imprenditrice e funzionaria francese (Parigi, n. 1960)

## Mezzosoprani(1)
- Clara Betner, mezzosoprano italiano (Venezia, n. 1922 - Crespano del Grappa, † 2012)

## Musiciste(1)
- Clara Rockmore, musicista lituana (Vilnius, n. 1911 - New York, † 1998)

## Nuotatrici(3)
- Clara Basiana, sincronetta spagnola (Barcellona, n. 1991)
- Clare Dennis, nuotatrice australiana (Burwood, n. 1916 - Miami, † 1971)
- Clara Porchetto, nuotatrice artistica italiana (Savona, n. 1978)

## Pallavoliste(1)
- Clara Decortes, pallavolista italiana (Seriate, n. 1996)

## Percussioniste(1)
- Clara Perra, percussionista italiana (Napoli, n. 1954 - Roseto degli Abruzzi, † 2015)

## Pianiste(2)
- Clara Haskil, pianista rumena (Bucarest, n. 1895 - Bruxelles, † 1960)
- Clara Schumann, pianista e compositrice tedesca (Lipsia, n. 1819 - Francoforte sul Meno, † 1896)

## Pistard(2)
- Clara Copponi, pistard e ciclista su strada francese (Aix-en-Provence, n. 1999)
- Clara Sanchez, ex pistard francese (Martigues, n. 1983)

## Pittrici(3)
- Clara Ledesma, pittrice dominicana (Santiago de los Caballeros, n. 1924 - New York, † 1999)
- Clara Peeters, pittrice fiamminga (Anversa)
- Clara Porges, pittrice tedesca (Berlino, n. 1879 - Samedan, † 1963)

## Politiche(5)
- Clara Aguilera, politica spagnola (Granada, n. 1964)
- Clara Geoffroy, politica francese (Parigi, n. 1917 - Parigi, † 2006)
- Juanita Kreps, politica e economista statunitense (Lynch, n. 1921 - Durham, † 2010)
- Clara G. McMillan, politica statunitense (Brunson, n. 1894 - Barnwell, † 1976)
- Clara Zetkin, politica tedesca (Wiederau, n. 1857 - Archangel'skoe, † 1933)

## Religiose(1)
- Clara Fey, religiosa tedesca (Aquisgrana, n. 1815 - Simpelveld, † 1894)

## Sceneggiatrici(1)
- Clara Beranger, sceneggiatrice e commediografa statunitense (Baltimora, n. 1886 - Hollywood, † 1956)

## Schermitrici(2)
- Clara Alfonso, ex schermitrice cubana (n. 1961)
- Clara Mochi, ex schermitrice italiana (Milano, n. 1956)

## Sciatrici alpine(2)
- Clara Direz, sciatrice alpina francese (Sallanches, n. 1995)
- Clara Pijolet, ex sciatrice alpina francese (n. 1998)

## Scrittrici(9)
- Clara Louise Burnham, scrittrice statunitense (Newton, n. 1854 - Casco Bay, † 1927)
- Lucien Perey, scrittrice e storica svizzera (Carouge, n. 1825 - Parigi, † 1914)
- Clara Reeve, scrittrice inglese (Ipswich, n. 1729 - Ipswich, † 1807)
- Clara Sánchez, scrittrice e docente spagnola (Guadalajara, n. 1955)
- Clara Sereni, scrittrice, giornalista e traduttrice italiana (Roma, n. 1946 - Zurigo, † 2018)
- Margery Sharp, scrittrice inglese (Salisbury, n. 1905 - Aldeburgh, † 1991)
- Clara Usón, scrittrice spagnola (Barcellona, n. 1961)
- Clara Viebig, scrittrice, drammaturga e giornalista tedesca (Treviri, n. 1860 - Berlino Ovest, † 1952)
- Babette von Bülow, scrittrice tedesca (Jelenia Góra, n. 1850 - Kühlungsborn, † 1927)

## Scultrici(1)
- Clara Westhoff, scultrice tedesca (Brema, n. 1878 - Fischerhude, † 1954)

## Soprani(4)
- Clara Frediani, soprano italiano (Pisa, n. 1908 - Pisa, † 1982)
- Clara Louise Kellogg, soprano statunitense (Sumter, n. 1842 - New Hartford, † 1916)
- Clara Novello, soprano inglese (Londra, n. 1818 - Roma, † 1908)
- Clara Petrella, soprano italiano (Greco Milanese, n. 1914 - Milano, † 1987)

## Tennistavoliste(1)
- Clara Podda, ex tennistavolista italiana (Cagliari, n. 1951)

## Tenniste(2)
- Clara Burel, tennista francese (Rennes, n. 2001)
- Clara Tauson, tennista danese (Copenaghen, n. 2002)

## Tipografe(1)
- Clara Giolito de Ferrari, tipografa italiana

## Trovatori(1)
- Clara d'Anduza, trobairitz francese

## Senza attività specificata(3)
- Claire Clairmont, inglese (Brislington, n. 1798 - Firenze, † 1879)
- Clara Harris, statunitense (Albany, n. 1834 - Hannover, † 1883)
- Clara Petacci, italiana (Roma, n. 1912 - Giulino, † 1945)